# 혼조촌 (사가현)
혼조촌(本庄村)은 사가현 사가군에 속해있던 촌이다. 1954년 10월 1일에 사가시에 편입해 현재의 사가시 혼조정에 해당한다.

## 지리
현재 사가시 지역의 남쪽에 위치한다.

## 역사
- 1889년 4월 1일 - 정촌제 시행에 의해 사가군 혼조촌이 성립하였다.
- 1954년 10월 1일 - 사가시에 편입해 소멸하였다.

## 참고문헌
- 角川日本地名大辞典 41 佐賀県
- 『市町村名変遷辞典』東京堂出版、1990年。